# Christoph Hurich

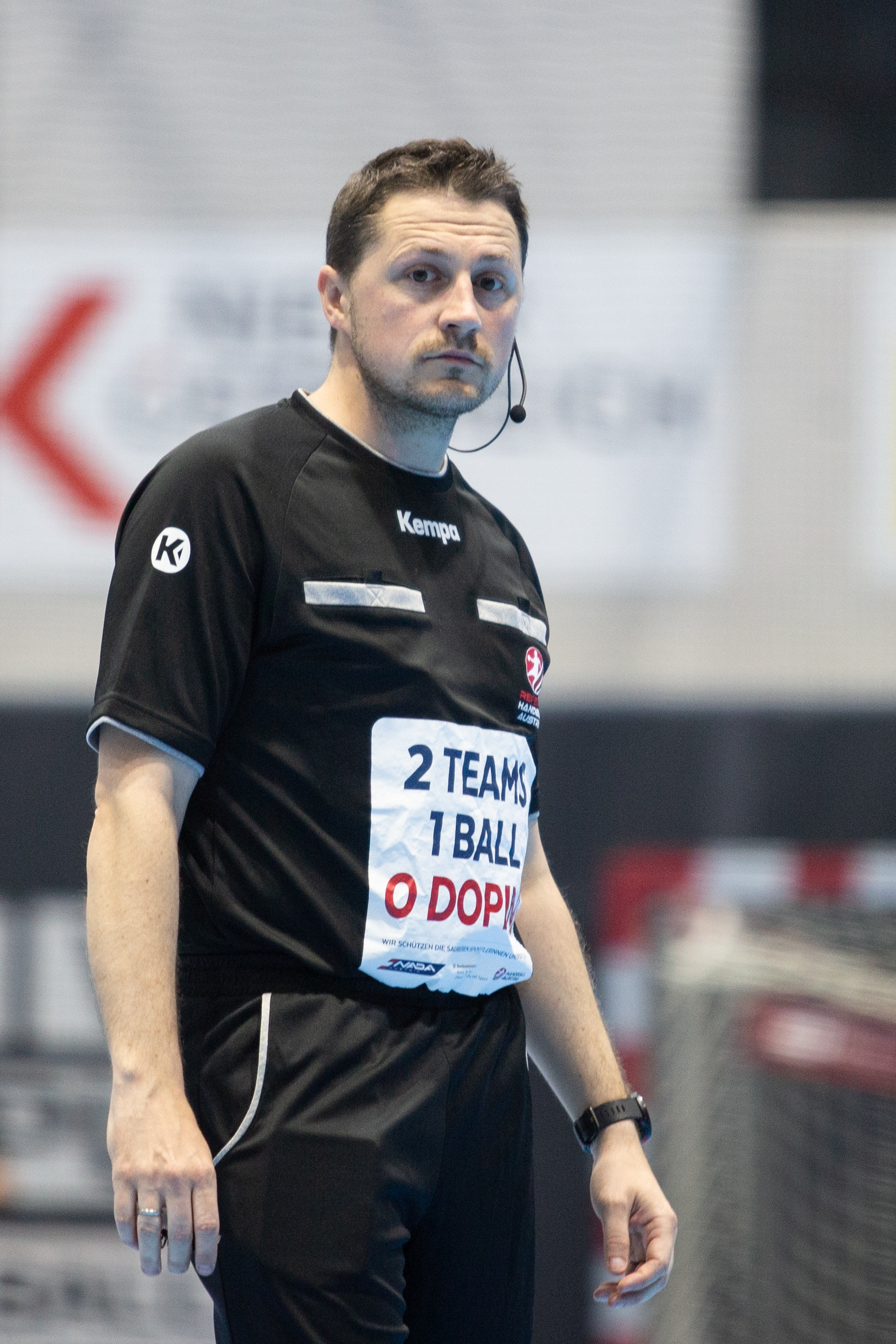
Christoph Hurich, 2025

Christoph Hurich (* 1988 in Wien) ist ein österreichischer Handballschiedsrichter.

## Karriere
Hurich spielte in seiner Jugend beim Handballclub Fivers Margareten.
Hurich ist mit seinem Partner Denis Bolić im Kader der internationalen Schiedsrichter des ÖHB. Seit 2014 befindet sich das Paar im Kader der EHF. 2018/19 leiteten sie ein Finalspiel im EHF Cup. 2025 wurden die beiden von der IHF zur Handball-Weltmeisterschaft der Männer einberufen. Sie sind das erste österreichische Paar, das seit 1997 einberufen wurde.

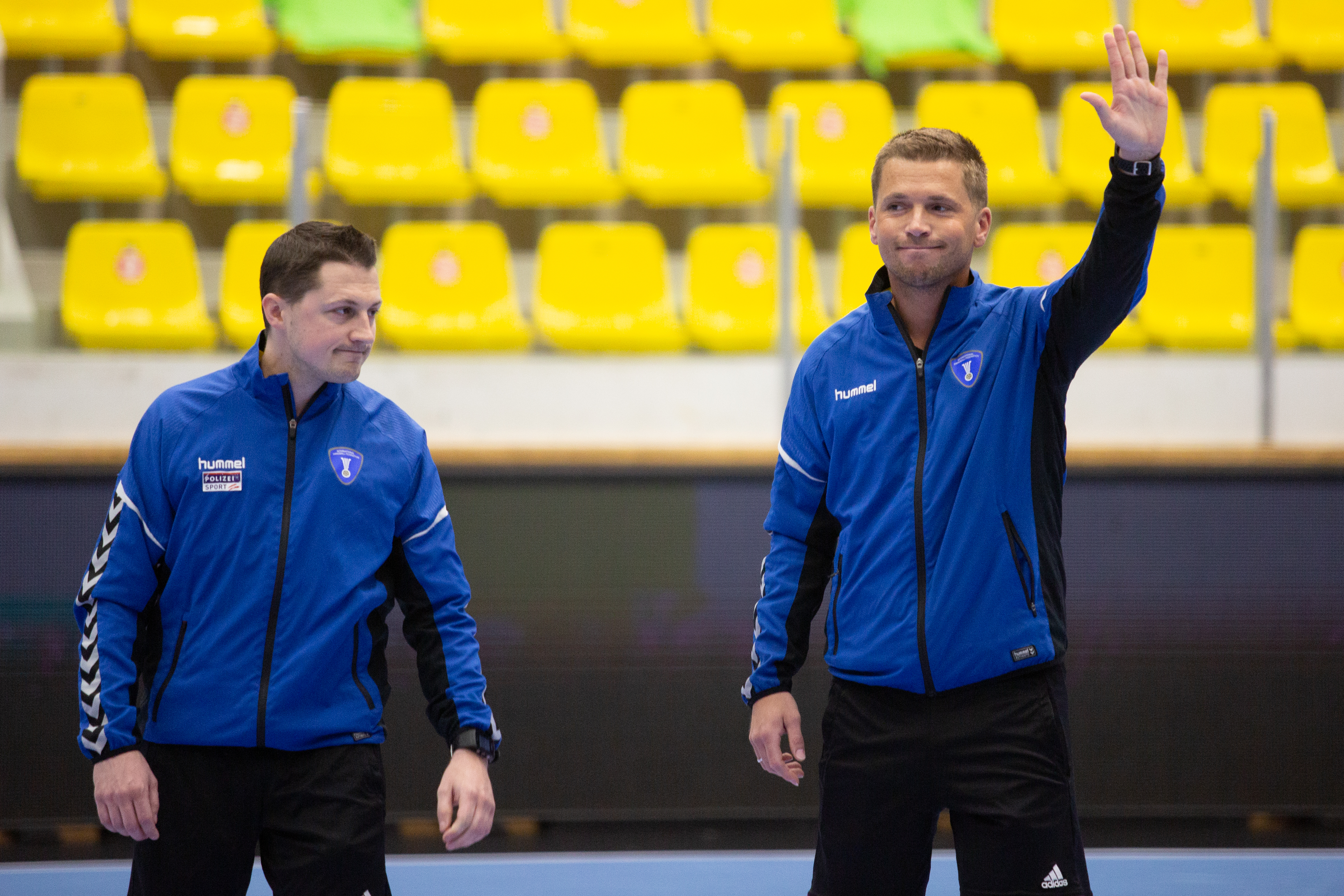
Christoph Hurich (links) mit seinem Partner Denis Bolić, 2021

## Sonstiges
Hurich hat 2012 an der Universität Wien ein Studium der Rechtswissenschaft abgeschlossen und 2016 promoviert. Er ist Hauptberuflich im Polizeidienst als Stadthauptmann-Stellvertreter tätig.